# Heinke van der Merwe
Hendrik Schalk van der Merwe (Johannesburgo, 3 de mayo de 1985) es un jugador sudafricano de rugby que se desempeña como pilar y juega en el Stade Français Paris del Top 14.

## Selección nacional
Fue convocado a los Springboks por primera vez en noviembre de 2007 para enfrentar a los Dragones rojos, fue seleccionado nuevamente recién en 2012 para la gira por Europa y por última vez en 2015. Hasta el momento lleva 5 partidos jugados y no marcó puntos.

## Palmarés
- Campeón de la Copa de Campeones de 2011–12.
- Campeón de la Copa Desafío de 2012–13 y 2016–17.
- Campeón del Top 14 de 2014–15.
- Campeón del Pro14 de 2012–13.